# Franz Karl Wolf
Franz Karl Wolf (tschechisch František Karel Wolf; * 16. August 1764; † 3. September 1836 in Prag, Königreich Böhmen, Kaisertum Österreich) war ein deutscher Grafiker und Schuldirektor in Prag.

## Leben und Wirken

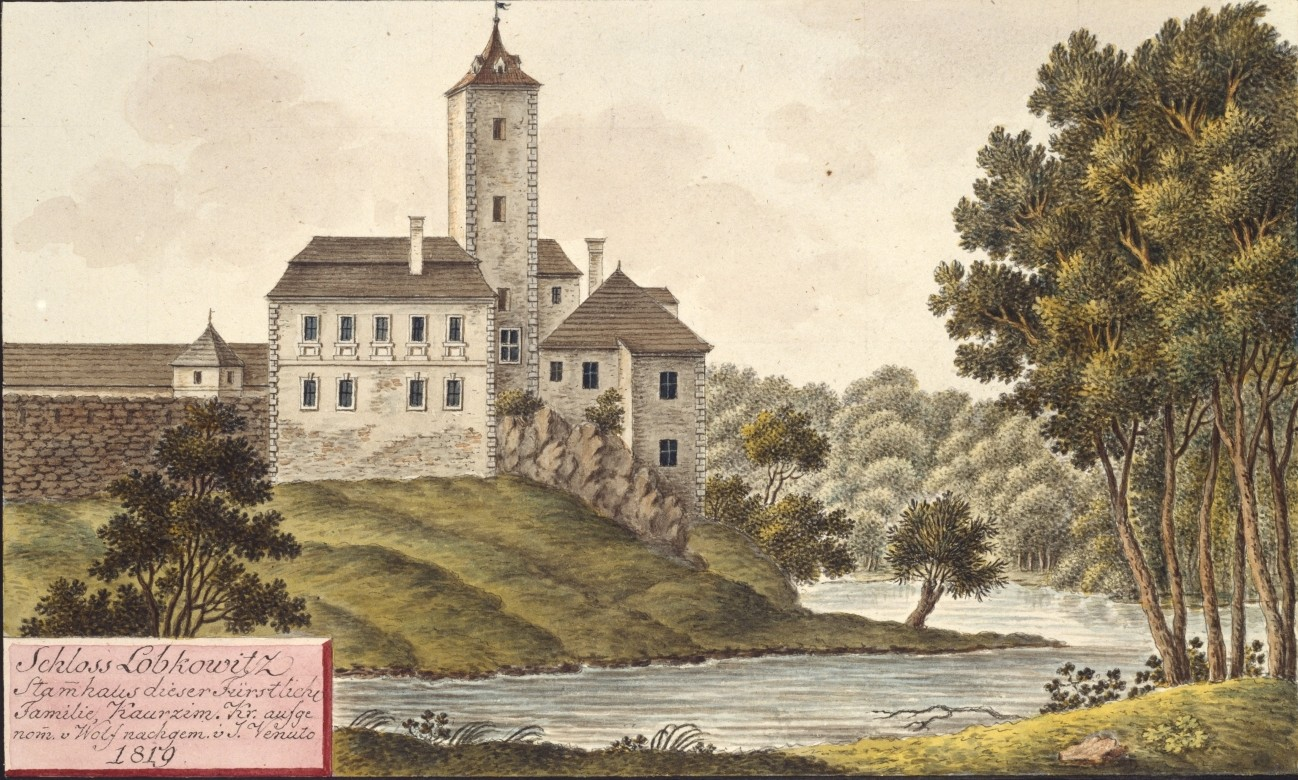
Schloss Lobkowitz, 1819

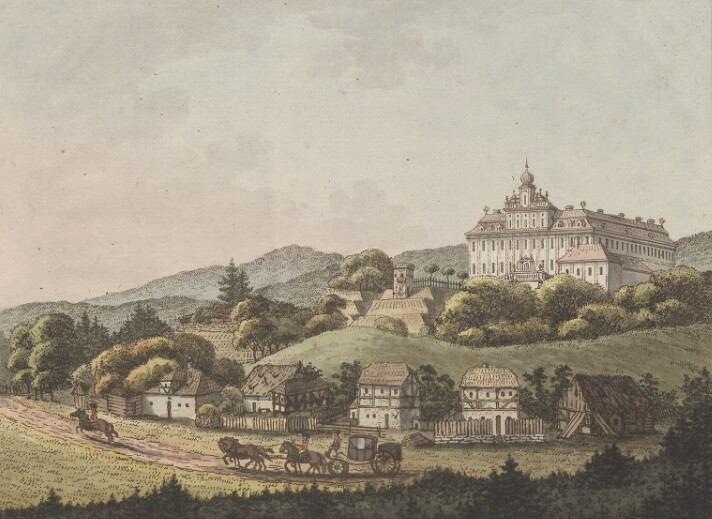
Schloss Rothenhaus, cca 1801

Sein Vater war Ratsherr in Prag und zeichnete. Es ist ein Kupferstich von ihm bekannt.
Er bildete seinen Sohn Franz Karl im Zeichnen aus. Dieser wurde danach Zeichenlehrer (Professor) an der Hauptschule an der Teynkirche  in Prag, und später deren Direktor.
Franz Karl Wolf zeichnete Landschaften mit Bauwerken.
Am wichtigsten ist eine Sammlung von 70 Kupferstichen von Schlössern in Böhmen, die von 1801 bis 1807 veröffentlicht wurden.